# Acaena fuscescens
Acaena fuscescens är en rosväxtart som beskrevs av Friedrich August Georg Bitter. Acaena fuscescens ingår i släktet taggpimpineller, och familjen rosväxter.

## Underarter
Arten delas in i följande underarter:
- A. f. laxiuscula
- A. f. subdensa